# WTA Elite Trophy 2015, парний розряд
Змагання в парному розряді жіночого тенісного турніру WTA Elite Trophy 2015 відбулися в рамках Туру WTA 2015.
Це був перший за ліком турнір. Лян Чень і Ван Яфань здобули титул, у фіналі перемігши пару Анабель Медіна Гаррігес і Аранча Парра Сантонха з рахунком 6–4, 6–3.

## Учасниці
| 1. Клаудія Янс-Ігначик / Андрея Клепач (круговий турнір) 2. Анабель Медіна Гаррігес / Аранча Парра Сантонха (фінал) 3. Габріела Дабровскі / Алісія Росольська (круговий турнір) | 1. Лян Чень / Ван Яфань (чемпіонки) 2. Людмила Кіченок / Надія Кіченок (круговий турнір) 3. Сюй Шилінь / Ю Сяоді (круговий турнір) |

## Основна сітка

### Легенда
| - Q = Кваліфаєр - WC = Вайлд-кард - LL = Щасливий лузер | - Alt = Заміна - SE = Виняток - PR = Захищений рейтинг | - w/o = Без гри - r = Зняття - d = Присуджено перемогу |

### Фінальна частина
|  | Фінал |                                               |   |   |  |  |
|  |       |                                               |   |   |  |  |
|  | 4/WC  | Лян Чень Ван Яфань                            | 6 | 6 |  |  |
|  | 2     | Анабель Медіна Гаррігес Аранча Парра Сантонха | 4 | 3 |  |  |

### Група A
|      |                                                     | Янс-Ігначик Клепач | Лян Ван           | Л. Кіченок Н. Кіченок | Матчів В-П | Сетів В-П | Геймів В-П | Положення |
| 1    | Клаудія Янс-Ігначик Андрея Клепач                   |                    | 6–7, 3–6          | 63–7, 1–6             | 0–2        | 0–4       | 16–26      | 3         |
| 4/WC | Лян Чень Ван Яфань                                  | 7–66, 6–3          |                   | 63–7, 6–4, [10–6]     | 2–0        | 4–1       | 26–20      | 1         |
| 5    | Кіченок Людмила Вікторівна Кіченок Надія Вікторівна | 7–63, 6–1          | 7–63, 4–6, [6–10] |                       | 1–1        | 3–2       | 24–20      | 2         |

За рівної кількості очок положення визначається: 1) Кількістю перемог; 2) Кількістю матчів; 3) Якщо дві пари після цього ділять місце, то особистими зустрічами; 4) Якщо три пари після цього ділять місце, то кількістю виграних сетів, кількістю виграних геймів; 5) Рішенням організаційного комітету.

### Група B
|      |                                               | Медіна Гаррігес Парра Сантонха | Дабровскі Росольська | Сюй Ю             | Матчів В-П | Сетів В-П | Геймів В-П | Положення |
| 2    | Анабель Медіна Гаррігес Аранча Парра Сантонха |                                | 6–3, 6–2             | 1–6, 6–3, [10–3]  | 2–0        | 4–1       | 20–14      | 1         |
| 3    | Габріела Дабровскі Алісія Росольська          | 3–6, 2–6                       |                      | 7–62, 4–6, [5–10] | 0–2        | 1–4       | 16–25      | 3         |
| 6/WC | Сюй Шилінь Ю Сяоді                            | 6–1, 3–6, [3–10]               | 62–7, 6–4, [10–5]    |                   | 1–1        | 3–3       | 22–19      | 2         |

За рівної кількості очок положення визначається: 1) Кількістю перемог; 2) Кількістю матчів; 3) Якщо дві пари після цього ділять місце, то особистими зустрічами; 4) Якщо три пари після цього ділять місце, то кількістю виграних сетів, кількістю виграних геймів; 5) Рішенням організаційного комітету.